# زمین‌لرزه مصر
زمین‌لرزه مصر ممکن است به یکی از موارد زیر اشاره داشته باشد:
- زمین‌لرزه ۱۹۵۵ مصر
- زمین‌لرزه ۱۹۹۵ مصر